# Short Film Corner
Lo Short Film Corner è un forum dedicato ai professionisti del cortometraggio nel quale filmmaker provenienti da tutto il mondo hanno la possibilità di presentare i propri cortometraggi al pubblico e ai professionisti del settore. Il forum si svolge all'interno del Festival di Cannes ma non fa parte della selezione ufficiale,